# Dryophytes arboricola
Dryophytes arboricola is een kikker uit de familie boomkikkers (Hylidae).

## Naam
De soort werd voor het eerst wetenschappelijk beschreven door Edward Harrison Taylor in 1941. Oorspronkelijk werd de wetenschappelijke naam Hyla arboricola gebruikt en onder deze naam is de soort in veel literatuur bekend.

## Verspreiding en habitat
Deze soort is endemisch in Mexico. Het is een bergbewoner die zich vermoedelijk voortplant in tijdelijke poeltjes.